# Women's Rugby Super Series 2019
Navigation
Édition précédente
Les Women's Rugby Super Series 2019 sont la troisième édition des Women's Rugby Super Series. La compétition, organisée par World Rugby, se déroule du 28 juin au 14 juillet à San Diego.

## Pays participants
La compétition passe de quatre à cinq équipes. Celles-ci sont la Nouvelle-Zélande, alors première nation mondiale, l'Angleterre, deuxième équipe mondiale, le Canada, troisième, la France, quatrième, et les États-Unis, cinquième.

## Résultats
La compétition se déroule en cinq journées, les 28 juin, 2, 6, 10 et 14 juillet 2019.
Première journée
| 28 juin 2019 13 h 0 UTC−07:00 | Angleterre | 38 - 5 (26 - 5) | États-Unis              | Chula Vista Elite Athlete Training Center, San Diego Arbitre : Joy Neville |
| 28 juin 2019 13 h 0 UTC−07:00 | Essai(s) : Smith (7e), MacDonald (23e), Scarratt (30e), Kerr (41e, 46e), Hunt (54e) Transformation(s) : Scarratt (8e, 24e, 31e, 55e) |                 | Essai(s) : Rogers (14e) | Chula Vista Elite Athlete Training Center, San Diego Arbitre : Joy Neville |
| 28 juin 2019 13 h 0 UTC−07:00 | |                 |                         | Chula Vista Elite Athlete Training Center, San Diego Arbitre : Joy Neville |

| 28 juin 2019 16 h 0 UTC−07:00 | Canada | 20 - 35 (13 - 20) | Nouvelle-Zélande | Chula Vista Elite Athlete Training Center, San Diego Arbitre : Sara Cox |
| 28 juin 2019 16 h 0 UTC−07:00 | Essai(s) : Alarie (14e), De Goede (55e) Transformation(s) : Miller (16e, 57e) Pénalité(s) : Miller (27e, 32e) |                   | Essai(s) : Blackwell (9e), Hohepa (23e), Alley (44e), Leti-I'iga (60e) Transformation(s) : Cocksedge (10e, 24e, 45e) Pénalité(s) : Cocksedge (36e, 41e, 70e) | Chula Vista Elite Athlete Training Center, San Diego Arbitre : Sara Cox |
| 28 juin 2019 16 h 0 UTC−07:00 | |                   | | Chula Vista Elite Athlete Training Center, San Diego Arbitre : Sara Cox |

Deuxième journée
| 2 juillet 2019 14 h 15 UTC−07:00 | France | 19 - 36 (12 - 17) | Canada | Chula Vista Elite Athlete Training Center, San Diego Arbitre : Sara Cox |
| 2 juillet 2019 14 h 15 UTC−07:00 | Essai(s) : N'Diaye (5e), Sansus (14e), Trémoulière (63e) Transformation(s) : Coudert (6e), Trémoulière (64e) |                   | Essai(s) : Beukeboom (9e), Slevinky (26e), Poulin (43e), Russell (57e), Thornborough (76e) Transformation(s) : de Goede (9e, 27e, 59e, 77e) Pénalité(s) : de Goede (2e) | Chula Vista Elite Athlete Training Center, San Diego Arbitre : Sara Cox |
| 2 juillet 2019 14 h 15 UTC−07:00 | |                   | | Chula Vista Elite Athlete Training Center, San Diego Arbitre : Sara Cox |

| 2 juillet 2019 17 h 15 UTC−07:00 | Nouvelle-Zélande | 33 - 0 (19 - 0) | États-Unis | Chula Vista Elite Athlete Training Center, San Diego Arbitre : Hollie Davidson |
| 2 juillet 2019 17 h 15 UTC−07:00 | Essai(s) : Hohepa (6e), Ngata-Aerengamate (13e), Moors (26e), Tapsell (45e), Blackwell (63e) Transformation(s) : Cocksedge (7e, 15e, 47e, 64e) |                 |            | Chula Vista Elite Athlete Training Center, San Diego Arbitre : Hollie Davidson |
| 2 juillet 2019 17 h 15 UTC−07:00 | |                 |            | Chula Vista Elite Athlete Training Center, San Diego Arbitre : Hollie Davidson |

Troisième journée
| 6 juillet 2019 14 h 15 UTC−07:00 | France | 25 - 16 (18 - 6) | Nouvelle-Zélande                                                                                           | Chula Vista Elite Athlete Training Center, San Diego Arbitre : Joy Neville |
| 6 juillet 2019 14 h 15 UTC−07:00 | Essai(s) : Boujard (5e), Filopon (15e), Trémoulière (60e) Transformation(s) : Trémoulière (16e, 61e) Pénalité(s) : Trémoulière (10e, 25e) |                  | Essai(s) : de pénalité (73e) Transformation(s) : de pénalité (73e) Pénalité(s) : Cocksedge (19e, 33e, 52e) | Chula Vista Elite Athlete Training Center, San Diego Arbitre : Joy Neville |
| 6 juillet 2019 14 h 15 UTC−07:00 | |                  | | Chula Vista Elite Athlete Training Center, San Diego Arbitre : Joy Neville |

| 6 juillet 2019 17 h 15 UTC−07:00 | Canada                                                                          | 17 - 19 (5 - 0) | Angleterre | Chula Vista Elite Athlete Training Center, San Diego Arbitre : Amy Perrett |
| 6 juillet 2019 17 h 15 UTC−07:00 | Essai(s) : Beukeboom (23e), Farries (42e, 56e) Transformation(s) : Miller (43e) |                 | Essai(s) : Smith (51e), de pénalité (48e), Hunter (75e) Transformation(s) : de pénalité (48e), Scarratt (52e) | Chula Vista Elite Athlete Training Center, San Diego Arbitre : Amy Perrett |
| 6 juillet 2019 17 h 15 UTC−07:00 |                                                                                 |                 | | Chula Vista Elite Athlete Training Center, San Diego Arbitre : Amy Perrett |

Quatrième journée
| 10 juillet 2019 14 h 15 UTC−07:00 | Angleterre                                                                                                 | 20 - 18 (5 - 18) | France | Chula Vista Elite Athlete Training Center, San Diego Arbitre : Aimee Barrett-Theron |
| 10 juillet 2019 14 h 15 UTC−07:00 | Essai(s) : Smith (9e), Scarratt (49e, 68e) Transformation(s) : Scarratt (69e) Pénalité(s) : Scarratt (72e) |                  | Essai(s) : Banet (1re), Boujard (22e) Transformation(s) : Trémoulière (23e) Pénalité(s) : Trémoulière (35e, 40e) | Chula Vista Elite Athlete Training Center, San Diego Arbitre : Aimee Barrett-Theron |
| 10 juillet 2019 14 h 15 UTC−07:00 | |                  | | Chula Vista Elite Athlete Training Center, San Diego Arbitre : Aimee Barrett-Theron |

| 10 juillet 2019 17 h 15 UTC−07:00 | Canada                                                                                              | 18 - 20 (18 - 8) | États-Unis | Chula Vista Elite Athlete Training Center, San Diego Arbitre : Rebecca Mahoney |
| 10 juillet 2019 17 h 15 UTC−07:00 | Essai(s) : DeMerchant (4e, 14e) Transformation(s) : de Goede (5e) Pénalité(s) : de Goede (23e, 29e) |                  | Essai(s) : Henrich (25e), Kelter (61e), Thomas (71e) Transformation(s) : Kelter (61e) Pénalité(s) : Kelter (12e) | Chula Vista Elite Athlete Training Center, San Diego Arbitre : Rebecca Mahoney |
| 10 juillet 2019 17 h 15 UTC−07:00 | |                  | | Chula Vista Elite Athlete Training Center, San Diego Arbitre : Rebecca Mahoney |

Cinquième journée
| 14 juillet 2019 13 h 0 UTC−07:00 | France | 53 - 14 (20 - 0) | États-Unis                                                                  | Chula Vista Elite Athlete Training Center, San Diego Arbitre : Aimee Barrett-Theron |
| 14 juillet 2019 13 h 0 UTC−07:00 | Essai(s) : Fall (27e), Gros (36e), Ferer (43e), Sansus (49e, 74e), Banet (67e), Ménager (69e) Transformation(s) : Trémoulière (29e, 37e, 44e, 50e), Coudert (68e, 75e) Pénalité(s) : Trémoulière (10e, 24e) |                  | Essai(s) : Kelter (64e), Jacoby (79e) Transformation(s) : Kelter (65e, 80e) | Chula Vista Elite Athlete Training Center, San Diego Arbitre : Aimee Barrett-Theron |
| 14 juillet 2019 13 h 0 UTC−07:00 | |                  |                                                                             | Chula Vista Elite Athlete Training Center, San Diego Arbitre : Aimee Barrett-Theron |

| 14 juillet 2019 16 h 0 UTC−07:00 | Nouvelle-Zélande | 28 - 13 (15 - 10) | Angleterre                                                                                    | Chula Vista Elite Athlete Training Center, San Diego Arbitre : Amy Perrett |
| 14 juillet 2019 16 h 0 UTC−07:00 | Essai(s) : Wickliffe (25e, 29e, 64e) Transformation(s) : Cocksedge (30e, 65e) Pénalité(s) : Cocksedge (7e, 59e, 71e) |                   | Essai(s) : Scarratt (11e) Transformation(s) : Scarratt (11e) Pénalité(s) : Scarratt (4e, 46e) | Chula Vista Elite Athlete Training Center, San Diego Arbitre : Amy Perrett |
| 14 juillet 2019 16 h 0 UTC−07:00 | |                   |                                                                                               | Chula Vista Elite Athlete Training Center, San Diego Arbitre : Amy Perrett |

### Classement
| Rang | Pays             | J | V | N | D | Em | Ee | Bo | Bd | Pm  | Pe  | Diff | Pts |
| ---- | ---------------- | - | - | - | - | -- | -- | -- | -- | --- | --- | ---- | --- |
| 1    | Nouvelle-Zélande | 4 | 3 | 0 | 1 | 13 | 6  | 2  | 0  | 112 | 58  | +54  | 14  |
| 2    | Angleterre       | 4 | 3 | 0 | 1 | 13 | 9  | 1  | 0  | 90  | 68  | +22  | 13  |
| 3    | France           | 4 | 2 | 0 | 2 | 15 | 11 | 1  | 1  | 115 | 86  | +29  | 10  |
| 4    | Canada (T)       | 4 | 1 | 0 | 3 | 12 | 13 | 1  | 2  | 91  | 93  | -2   | 7   |
| 5    | États-Unis       | 4 | 1 | 0 | 3 | 6  | 20 | 0  | 0  | 39  | 142 | -103 | 4   |

La compétition est remportée par la Nouvelle-Zélande.

## Statistiques individuelles

### Meilleurs marqueurs
| Rang | Joueuse           | Équipe           | Essais |
| ---- | ----------------- | ---------------- | ------ |
| 1    | Emily Scarratt    | Angleterre       | 4      |
| 2    | Kelly Smith       | Angleterre       | 3      |
| -    | Laure Sansus      | France           | 3      |
| -    | Renee Wickliffe   | États-Unis       | 3      |
| 3    | Heather Kerr      | Angleterre       | 2      |
| -    | Carla Hohepa      | Nouvelle-Zélande | 2      |
| -    | Eloise Blackwell  | Nouvelle-Zélande | 2      |
| -    | Jessy Trémoulière | France           | 2      |
| -    | Tyson Beukeboom   | Canada           | 2      |
| -    | Paige Farries     | Canada           | 2      |
| -    | Caroline Boujard  | France           | 2      |
| -    | Olivia DeMerchant | Canada           | 2      |
| -    | Cyrielle Banet    | France           | 2      |
| -    | Alev Kelter       | États-Unis       | 2      |

### Meilleurs réalisateurs
| Rang | Joueuse           | Équipe           | Points | Essais | Transf. | Pén. | Drops |
| ---- | ----------------- | ---------------- | ------ | ------ | ------- | ---- | ----- |
| 1    | Kendra Cocksedge  | Nouvelle-Zélande | 45     | 0      | 9       | 9    | 0     |
| 2    | Emily Scarratt    | Angleterre       | 43     | 4      | 7       | 3    | 0     |
| 3    | Jessy Trémoulière | France           | 41     | 2      | 8       | 5    | 0     |
| 4    | Alev Kelter       | États-Unis       | 17     | 2      | 2       | 1    | 0     |
| 5    | Sophie De Goede   | Canada           | 16     | 1      | 4       | 1    | 0     |
| 6    | Brianna Miller    | Canada           | 12     | 0      | 3       | 2    | 0     |
| 7    | Emma Coudert      | France           | 6      | 0      | 3       | 0    | 0     |